# Comarmondia
Comarmondia is een geslacht van weekdieren uit de klasse van de Gastropoda (slakken).

## Soort
- Comarmondia gracilis (Montagu, 1803)